# ريتشارد باربييري
ريتشارد باربييري (بالإنجليزية: Richard Barbieri)‏ (و. 1957  م) هو ملحن، وموسيقي بريطاني، ولد في لندن، يستخدم آلات آلة مفاتيح.

## روابط خارجية
- ريتشارد باربييري على موقع IMDb (الإنجليزية)
- ريتشارد باربييري على موقع ميوزك برينز (الإنجليزية)
- ريتشارد باربييري على موقع أول ميوزيك (الإنجليزية)
- ريتشارد باربييري على موقع ديسكوغز (الإنجليزية)
- ريتشارد باربييري على موقع قاعدة بيانات الفيلم (الإنجليزية)